# Calileptoneta noyoana
Espèce
Synonymes
- Leptoneta noyoana Gertsch, 1974

Calileptoneta noyoana est une espèce d'araignées aranéomorphes de la famille des Leptonetidae.

## Distribution
Cette espèce est endémique de Californie aux États-Unis. Elle se rencontre dans les comtés de Humboldt et de Mendocino.

## Description
Le mâle holotype mesure 2,26 mm et la femelle 2,24 mm.

## Étymologie
Son nom d'espèce lui a été donné en référence au lieu de sa découverte, Noyo.

## Publication originale
- Gertsch, 1974 : The spider family Leptonetidae in North America. Journal of Arachnology, vol. 1, no 3, p. 145-203 (texte original).